# High Season
High Season és una pel·lícula de comèdia romàntica britànica del 1987 dirigida per Clare Peploe. És una comèdia sobre el turisme, ambientada a l'illa grega de Rodes; estiuejants dels països rics prenent el paisatge més espectacular en les èpoques més desitjables de l'any. Hi ha nou personatges principals, una barreja d'anglès, grec i un grec-estatunidenc. Va ser escrit per la directora Clare Peploe amb el seu germà Mark.

## Trama
Katherine (Jacqueline Bisset) és una fotògrafa anglesa que, amb el seu marit Patrick (James Fox), ve a viure a una ciutat costanera de Rodes abans que els turistes la descobrissin. La seva filla de tretze anys, Chloe (Ruby Baker), hi va créixer i, tot i que la Kath i el Patrick s'han separat, tots dos s'han quedat. Ell se sosté amb les seves peces d'escultura, que Kath menysprea, i ella, dels seus llibres de fotografia sobre antiguitats i vida camperola, que ell troba desconcertants.
La Kath necessita diners; el seu darrer llibre no es ven. Es veurà obligada a abandonar la seva casa i abandonar l'illa que estima tret que pugui trobar un comprador per a un gerro que li va regalar molts anys abans un historiador de l'art famós, ara ja gran, Basil Sharp (Sebastian Shaw), que arriba de visita. L'amiga vídua de la Katherine, Penèlope (Irene Papas) veu els turistes com a enemics, un exèrcit d'ocupació i batalla amb el seu fill Yanni, que aprecia la prosperitat dels turistes.
Rick (Kenneth Branagh), un anglès de mentalitat pràctica, arregla el vàter de Kath i la Kath l'encanta després que ella el premia amb un petó apassionat. La seva dona Carol (Lesley Manville) s'ocupa amb la poesia de Byron i l'amant dels turistes Yanni. El grup el completa Konstantinis (Robert Stephens), un grecoamericà adinerat que vol comprar el gerro de la Kath, però necessita que sigui declarat fals perquè el pugui treure de Grècia.

## Repartiment
- Jacqueline Bisset com a Katherine
- James Fox com a Patrick
- Kenneth Branagh com a Rick
- Lesley Manville com a Carol
- Sebastian Shaw com a Basil
- Robert Stephens com a Konstantinis
- Irene Papas com a Penèlope
- Ruby Baker com a Chloe
- Paris Tselios com Yanni

## Producció
High Season va ser el primer largmetratge dirigit per Peploe. Abans havia fet el curt de mitja hora Couples and Robbers'. Casada amb el director italià Bernardo Bertolucci, va ser una de les guionistes de Zabriskie Point de Michelangelo Antonioni. Va ser acreditada com a escriptora i assistent de direcció a La lluna de Bertolucci. El seu germà Mark, amb qui va col·laborar en el guió, va escriure anteriorment Professione: reporter per a Antonioni, i el guió de L'últim emperador' amb Bertolucci.